# ليونيل ستاندر
ليونيل ستاندر (بالإنجليزية: Lionel Stander)‏ هو ممثل أمريكي، ولد في 11 يناير 1908 بذا برونكس في الولايات المتحدة، وتوفي في 30 نوفمبر 1994 بلوس أنجلوس في الولايات المتحدة بسبب سرطان الرئة.

## أعمال

### أفلام
- (1934) جزيرة الكنز
- (1935) الوغد
- (1936) السيد ديدز يذهب إلى المدينة
- (1937) مولد نجم
- (1968) حدث ذات مرة في الغرب[5]
- (1972) جزيرة الكنز
- (1976) ذا كساندرا كروسينغ
- (1977) نيويورك، نيويورك

## وصلات خارجية
- ليونيل ستاندر على موقع IMDb (الإنجليزية)
- ليونيل ستاندر على موقع روتن توميتوز (الإنجليزية)
- ليونيل ستاندر على موقع أول موفي (الإنجليزية)
- ليونيل ستاندر على موقع قاعدة بيانات برودواي على الإنترنت (الإنجليزية)
- ليونيل ستاندر على موقع قاعدة بيانات برودواي على الإنترنت (الإنجليزية)
- ليونيل ستاندر على موقع قاعدة بيانات الأفلام السويدية (السويدية)
- ليونيل ستاندر على موقع إن إن دي بي (الإنجليزية)
- ليونيل ستاندر على موقع قاعدة بيانات الفيلم (الإنجليزية)
- ليونيل ستاندر على موقع كينوبويسك (الروسية)